# Paulo Lago
Paulo Fernando de Araújo Lago (Valença, 8 de janeiro de 1931 — Florianópolis, 28 de maio de 2002) foi um geógrafo brasileiro.

## Vida
Filho de David Lago e Nadyr de Araújo Lago. Bacharel em geografia pela Universidade do Brasil e doutor em ciências humanas pela Universidade Federal de Santa Catarina. Lecionou por dois anos em Valença (1956 e 1957), antes de mudar-se para Santa Catarina (1958). 

## Carreira
Foi membro da Academia Catarinense de Letras, ocupando a cadeira 3, e do Instituto Histórico e Geográfico de Santa Catarina.
Em meados da década de 70, participou da formulação de Planos Diretores Urbanos:
- de Florianópolis, coordenação de Felipe da Gama d'Eca e Jorge Withem
- de Itajaí, colaborando com Marcílio Dias dos Santos, Adair Gersino da Silva e Clodorico Moreira[2]

## Publicações
- Santa Catarina, dimensões e perspectivas.